# Arrival of Prince Henry (of Prussia) and President Roosevelt at Shooter's Island
Arrival of Prince Henry (of Prussia) and President Roosevelt at Shooter's Island è un cortometraggio muto del 1902. Non viene riportato né il nome del regista né quello dell'operatore.

## Trama
Il principe Heinrich e il presidente Roosevelt, insieme sulla passerella, si dirigono verso Miss Alice Roosevelt che sta per battezzare il "Meteor", lo yacht dell'imperatore tedesco. Si vedono poi il principe, il presidente e Wallace Downey, il proprietario dei cantieri navali Townsend & Downey, insieme agli ufficiali dell'Esercito e della Marina Militare, ai marinai tedeschi e agli invitati, ospiti del Presidente.

## Produzione
Il film fu prodotto dall'Edison Manufacturing Company. Venne girato a Shooters Island, Kill Van Kull (Staten Island) il 25 febbraio 1902.

## Distribuzione
Distribuito dall'Edison Manufacturing Company, la news uscì nelle sale cinematografiche statunitensi il 15 marzo 1902. Copia della pellicola viene conservata negli archivi della Library of Congress.